# Eva Ricca
Eva Ricca, nata Adele Ricca (Cirié, 22 maggio 1947), è una doppiatrice italiana.

## Biografia
A 16 anni Adele Ricca partecipò a un provino per la televisione e venne ammessa al "Corso dei nuovi" sotto la guida di Giancarlo Sbragia, Evi Maltagliati e Attilia Radice, esordendo nella rivista musicale C'era una volta la fiaba, scritta da Vittorio Metz e diretta da Beppe Recchia.
Nel 1966 esordì nel teatro-cabaret al Teatro Carignano. Sul palco conobbe Silvio Spaccesi, con cui successivamente si sposò e fondò la Compagnia Comica di Prosa; per tale compagnia recitò in varie commedie negli anni settanta. Nel 1974 fu protagonista dell'originale radiofonico L'ospite inatteso di Enrico Roda, diretto da Ernesto Cortese per la Rai in quindici puntate.
Alla fine del decennio entrò nel mondo del doppiaggio unendosi alla Sinc Cinematografica di Mimmo Palmara. Tra le sue attività principali per questa società vi sono il doppiaggio di Bette Davis e Myrna Loy in alcuni film trasmessi sulle reti Rai, quelli di Lynda Carter in Wonder Woman, di Jill Eikenberry in Avvocati a Los Angeles, di Mary Page Keller in Duetto, di Deborah Harmon in Dieci sono pochi e del personaggio della principessa Aurora in Starzinger. Dopo la chiusura della società nei primi anni duemila lavora con meno frequenza, dedicandosi quasi esclusivamente al doppiaggio di Lynda Carter.

## Doppiaggio

### Cinema
- Bette Davis in Miss prima pagina, Nebbia a San Francisco e nei ridoppiaggi de La foresta pietrificata, L'uomo di bronzo, Perdutamente tua e L'ambiziosa
- Myrna Loy in L'ombra dell'uomo ombra e nei ridoppiaggi de L'uomo ombra, Dopo l'uomo ombra e L'uomo ombra torna a casa
- Meryl Streep in Una lama nel buio
- Nastassja Kinski ne Il bacio della pantera
- Jenny O'Hara in Wishmaster - Il signore dei desideri
- Blair Brown in Spalle nude
- Katharine Houghton in Ethan Frome - La storia di un amore proibito
- Lori Petty in Tank Girl
- Kay Lenz ne Il giustiziere della notte 4
- Constance Forslund in Villaggio dei dannati
- Sévérine Lerczinska in Boudu salvato dalle acque (ridoppiaggio)
- Kyoko Seki in Vivere
- Chieko Nakakita ne L'angelo ubriaco
- Isuzu Yamada ne La sfida del samurai (ridoppiaggio)
- Roberta Leighton in Barracuda
- Frances Dee in Ho camminato con uno zombi
- Joan Chen in In trappola
- Joanna Miles in Bug - Insetto di fuoco
- Lynda Carter in Wonder Woman 1984

### Televisione

#### Live action
- Lynda Carter in Wonder Woman, Supergirl
- Angela Lansbury in Un omicidio programmato
- Grace Zabriskie in Miracolo a Clements Pond
- Angie Dickinson in Pepper Anderson agente speciale (ep. 1-13)
- Frances de la Tour in Cinemania
- Linda Thorson in Agente speciale
- Diana Muldaur in Nata libera
- Jill Eikenberry in Avvocati a Los Angeles
- Mary Page Keller in Duetto
- Trish Stewart in Pattuglia recupero
- Daphne Ashbrook ne L'onore della famiglia
- Mary Ellen Trainor in Relativity
- Deborah Harmon in Dieci sono pochi
- Wendy Craig in Butterflies
- Celia Imrie ne L'asso della Manica
- Leslie Charleson in Port Charles
- Nailea Norvind ne Il segreto della nostra vita
- Linda Gay (2ª voce) in Anarchici grazie a Dio

#### Animazione
- Betty Brant ne L'Uomo Ragno (1º doppiaggio)
- Donna invisibile (una delle voci) ne I Fantastici Quattro
- Jane Foster in The Marvel Super Heroes
- Paula (1ª voce) ne La famiglia Mezil
- Personaggi vari ne Il magico mondo di Gigì (ep. 1-52)
- Simone e narratrice in Charlotte (1º doppiaggio)
- Regina ne La principessa Zaffiro
- Mamma in Superkid eroe bambino
- Madame Atasha ne I predatori del tempo
- Flamnet in Mobile Suit Gundam
- Principessa Aurora in Starzinger
- Madre in Astroganga
- Miss Kappa Lorina in Grottango

## Filmografia
- Tutto il mondo è un teatro, regia di Giacomo Colli – miniserie TV (1965)[4]
- Tra vestiti che ballano, regia di Giacomo Colli – film TV (1965)[5]
- I legionari dello spazio, regia di Italo Alfaro – miniserie TV (1966)[6]
- La stazione Champbaudet, regia di Guglielmo Morandi – film TV (1966)[7]
- L'età del sì, regia di Lydia C. Ripandelli – film TV (1966)[8]
- Anima allegra, regia di Guglielmo Morandi – film TV (1966)[9]
- Trampoli, regia di Claudio Fino – film TV (1966)[10]
- Testa o croce, regia di Carlo Lodovici – film TV (1966)[11]
- Penelope, regia di Carlo Lodovici – film TV (1967)
- Margherita o la legge, regia di Sergio Velitti – film TV (1968)[12]
- Gli ultimi cinque minuti, regia di Carlo Lodovici – film TV (1968)
- Li chiamavano i tre moschettieri... invece erano quattro, regia di Silvio Amadio (1973)
- Catene, regia di Silvio Amadio (1974)

## Prosa radiofonica Rai
- Gente sulla piazza, regia di Massimo Scaglione (1965)[13]
- Le sorelle Materassi, regia di Carlo Di Stefano (1965)[14]
- Collegio femminile, regia di Ernesto Cortese (1966)[15]
- Photo Finish, regia di Raffaele Meloni (1966)[16]